# Sophie Becker
Sophie Becker (* 16. Mai 1997 in New Ross) ist eine irische Sprinterin, die sich auf den 400-Meter-Lauf spezialisiert hat.

## Sportliche Laufbahn
Erste internationale Erfahrungen sammelte Sophie Becker im Jahr 2017, als sie bei den U23-Europameisterschaften in Bydgoszcz im 400-Meter-Lauf mit 54,99 s in der ersten Runde ausschied und mit der irischen 4-mal-400-Meter-Staffel in 3:34,87 min den sechsten Platz belegte. Im Jahr darauf startete sie mit der Staffel bei den Europameisterschaften in Berlin, verpasste dort aber mit 3:35,96 min den Einzug ins Finale. 2019 schied sie bei den U23-Europameisterschaften in Glasgow mit 53,99 s in der Vorrunde aus und auch bei den U23-Europameisterschaften im schwedischen Gävle kam sie mit 53,67 s nicht über den Vorlauf hinaus. 2021 schied sie dann bei den Halleneuropameisterschaften in Toruń mit 53,31 s erneut in der Vorrunde aus. Anfang Mai wurde sie dann bei den World Athletics Relays im polnischen Chorzów Zweite in der 4-mal-200-Meter-Staffel hinter Polen und stellte dort mit 1:35,93 min einen neuen Landesrekord auf. Mit der irischen 400-Meter-Mixed-Staffel startete sie im Sommer bei den Olympischen Sommerspielen in Tokio und belegte dort mit 3:15,04 min im Finale den achten Platz.
2022 schied sie bei den Hallenweltmeisterschaften in Belgrad mit 53,47 s in der ersten Runde über 400 m aus und verpasste mit der Staffel mit 3:30,97 min den Finaleinzug. Im Juli schied sie bei den Weltmeisterschaften in Eugene mit 52,24 s in der ersten Runde aus und belegte in der Mixed-Staffel in 3:16,86 min im Finale den achten Platz. Daraufhin erreichte sie bei den Europameisterschaften in München mit 3:26,63 min Rang sechs mit der Frauenstaffel. Im Jahr darauf schied sie bei den Halleneuropameisterschaften in Istanbul mit 53,43 s in der ersten Runde über 400 Meter aus und gelangte mit der Staffel mit 3:32,61 min auf Rang fünf. Im August belegte sie mit der Staffel in 3:27,08 min den achten Platz bei den Weltmeisterschaften in Budapest und gelangte mit der Mixed-Staffel mit 3:14,13 min auf Rang sechs. 2024 belegte sie bei den Hallenweltmeisterschaften in Glasgow in 3:28,92 min den fünften Platz mit der Frauenstaffel. Bei den World Athletics Relays in Nassau wurde sie in 3:30,95 min Siebte in der Finalrunde über 4-mal 400 Meter und sicherte damit der irischen Mannschaft einen Startplatz bei den Olympischen Spielen in Paris. Anschließend schied sie bei den Europameisterschaften in Rom mit 51,54 s im Halbfinale über 400 Meter aus und gewann mit der Staffel in 3:22,71 min gemeinsam mit Rhasidat Adeleke, Phil Healy und Sharlene Mawdsley die Silbermedaille hinter dem niederländischen Team. Im August verpasste sie bei den Olympischen Sommerspielen in Paris mit 3:12,67 min den Finaleinzug in der Mixed-Staffel und schied über 400 Meter mit 51,28 s in der Hoffnungsrunde aus. Zudem belegte sie mit der Frauenstaffel mit neuem Landesrekord von 3:19,90 min im Finale den vierten Platz.
In den Jahren 2020, 2022 und 2024 wurde Becker irische Meisterin im 400-Meter-Lauf im Freien sowie 2020 und 2023 in der Halle.

## Persönliche Bestleistungen
- 400 Meter: 51,13 s, 11. Mai 2024 in Belfast
  - 400 Meter (Halle): 52,64 s, 27. Februar 2022 in Dublin